# Le Hollandais
Pour les articles homonymes, voir Hollandais (homonymie).
Le Hollandais (Holländarn) est une pièce inachevée d'August Strindberg de 1902. 

## Histoire
Le drame n'a jamais été achevé, mais un fragment relativement important a pu être joué dans son ensemble. Il est lié au mythe du Hollandais volant et est le plus clairement influencé par la représentation de l'histoire par Richard Wagner. Dans sa forme lyrique, la pièce est en partie similaire à Le Songe (Ett drömspel), mais on peut aussi dire qu'elle anticipe la pièce de chambre de Strindberg.

## Représentations
La pièce a été créée le 5 avril 1923 au Lorensbergsteatern de Göteborg. Doris Nelson (sv) était Lilith et Gösta Cederlund était l'esclave Ukko.
En 1947, Ingmar Bergman l'a mise en scène comme un théâtre radiophonique pour la radio suédoise. En 1967, la pièce est interprétée comme un opéra télévisé, créé par Ingvar Lidholm et mis en scène par Åke Falck (en).

## Rôles
- Le Hollandais
- Lilith
- La mère
- Ukko
- Personnages secondaires